# Рокли (Њу Џерзи)
Рокли (енгл. Rockleigh) град је у америчкој савезној држави Њу Џерзи.

## Демографија
По попису из 2010. године број становника је 531, што је 140 (35,8%) становника више него 2000. године.
| Група             | 2000.       | 2010.       |
| Белци             | 336 (85,9%) | 487 (91,7%) |
| Афроамериканци    | 13 (3,3%)   | 11 (2,1%)   |
| Азијати           | 15 (3,8%)   | 8 (1,5%)    |
| Хиспаноамериканци | 19 (4,9%)   | 20 (3,8%)   |
| Укупно            | 391         | 531         |